# Böhmen (Bevölkerung)

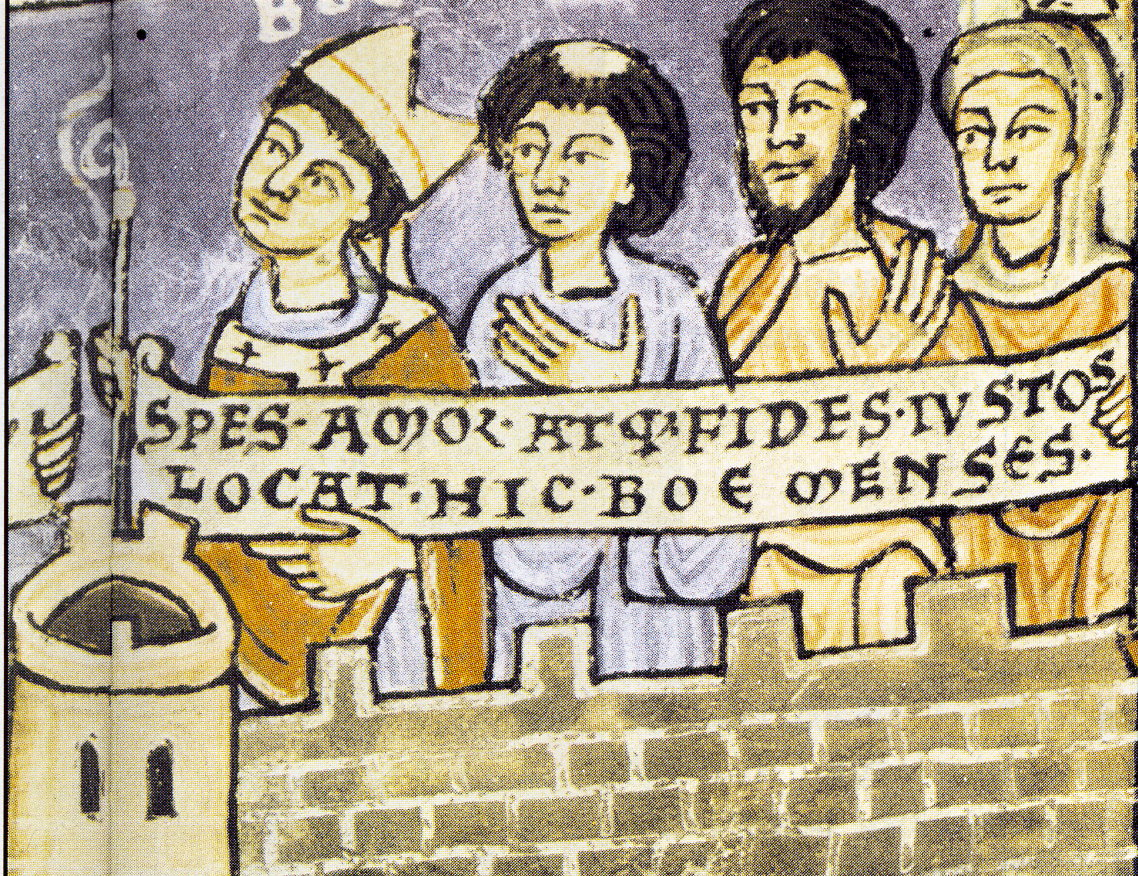
Die Landespatrone Böhmens Wenzel, Adalbert, Prokop und Ludmilla, Prager Kapitularhandschrift, 1197/1214

Böhmen (Singular Böhme, tschechisch Češi, Singular Čech; lateinisch Bohemi) ist die Bezeichnung für die Bevölkerung Böhmens. Sie bezog historisch verschiedene nationale Gruppen, wie im weiteren Sinne alle Tschechen, sowie Deutsche und Juden des Raumes ein. In der tschechischen Sprache ist die Bezeichnung Češi synonym sowohl für Tschechen als auch für Böhmen gebräuchlich. 

## Wortherkunft
Die Bezeichnung leitete sich vom keltischen Stamm der Boier (lateinisch Boii) ab, die etwa bis ins 1. Jahrhundert v. Chr. in diesem Gebiet gelebt hatten. Erstmals wurden beheimarus im 9. Jahrhundert in der Descriptio civitatum et regionum des Bayerischen Geographen erwähnt.

## Geschichte

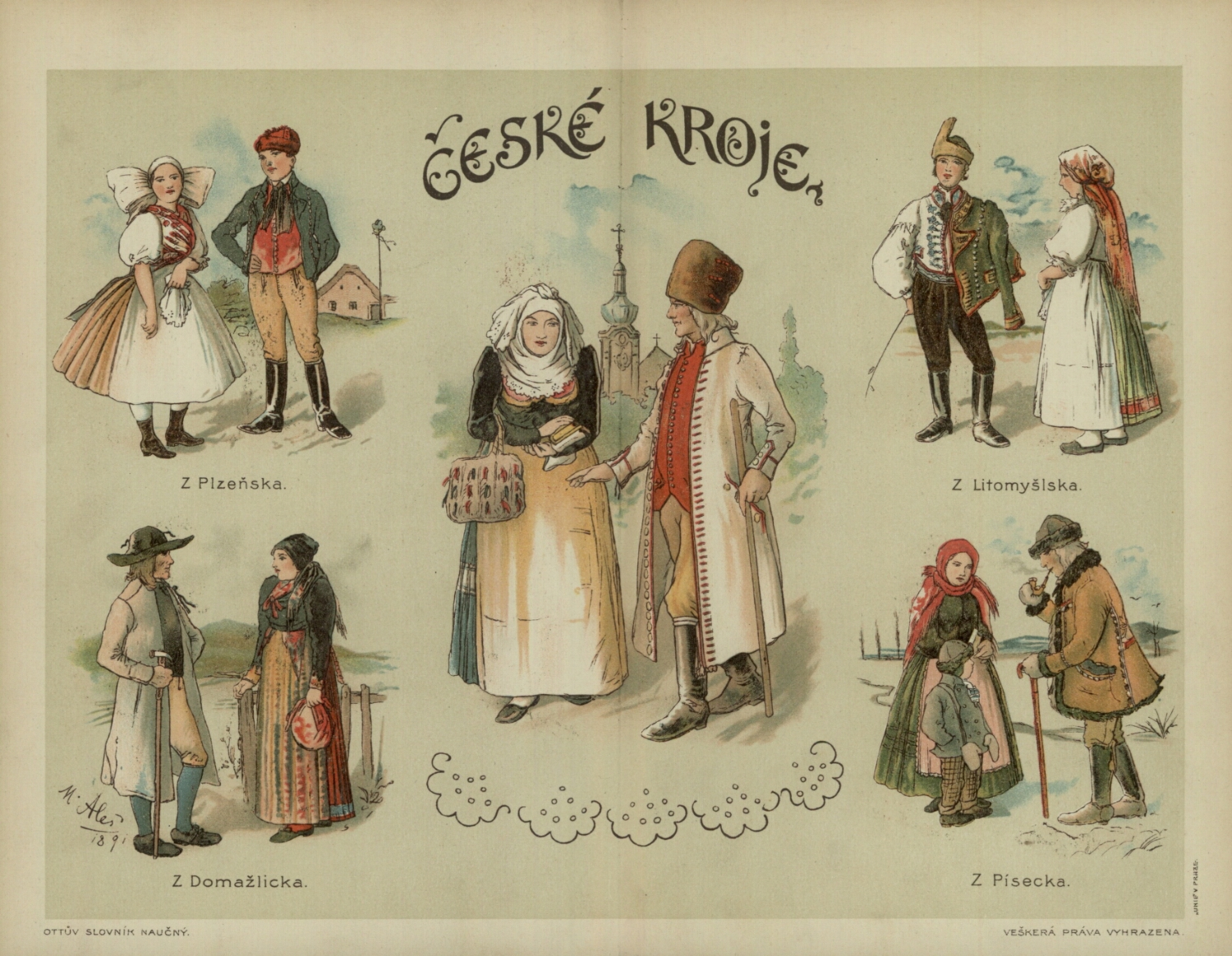
Böhmische Trachten, Illustration von Mikoláš Aleš im Ottův slovník naučný

Als „Böhmen“ wurden zunächst die slawischen Bewohner des Herzogtums Böhmens und des Königreichs Böhmen bezeichnet – in erweiterter Bedeutung auch mit den Nebenländern der böhmischen Krone (Mähren, Schlesien und die Lausitz). In späteren Jahrhunderten wurden auch nichtslawischsprachige Bewohner als Böhmen bezeichnet.
Nach der Revolution von 1848/49 wurde mit der verstärkten tschechischen Emanzipation zunehmend zwischen Tschechen und Deutschböhmen in der Habsburgermonarchie unterschieden. Die Zugehörigkeit zur tschechischen oder deutschen Nationalität gewann an Bedeutung und führte zum böhmischen Sprachenkonflikt. Einen gemeinsamen böhmischen Patriotismus, den sogenannten Bohemismus, propagierte dagegen Bernard Bolzano. Nach der Gründung der Tschechoslowakei 1918 setzte sich der Konflikt der beiden Sprachgruppen fort, unter geänderten Vorzeichen. Mit der Vertreibung der Deutschen aus der Tschechoslowakei nach 1945 verlor die Bezeichnung der Böhmen an Bedeutung.

## Abgeleitete Bezeichnungen
Im Französischen ist Bohémien (Böhme) seit dem 15. Jahrhundert für Roma aus Böhmen belegt. Bis ins 19. Jahrhundert wurde er allgemein für fahrendes Volk oder auch Lumpenproletariat verwendet. Seit den 1860er Jahren wurde Bohémien für unkonventionelle Künstler verwendet. Im Tschechischen wird für die Bohème der Gallizismus bohémství verwendet. Die tschechische Minderheit im Banat wird noch heute als pémové bezeichnet.
Das Deutsche Schimpfwörterbuch (1839) führt „Böhme“ als Schimpfwort an. Im Österreichischen ist der Begriff teilweise bis heute gebräuchlich, mitunter abwertend. Früher wurde er vor allem für zugewanderte Arbeiter aus Böhmen und Mähren verwendet, die sogenannten Ziegelböhm. Im Wienerischen gibt es außerdem die Variante Böhmak. Ein deutscher Soziolekt mit starkem tschechischen Akzent heißt dort Böhmakeln. Eine abwertende Personifikation für Tschechen ist der böhmische Wenzel.